# Micropleustes nautiloides
Micropleustes nautiloides är en kräftdjursart som beskrevs av Edward Lloyd Bousfield och Hendrycks 1995. Micropleustes nautiloides ingår i släktet Micropleustes och familjen Pleustidae. Inga underarter finns listade i Catalogue of Life.